# Konami
A Konami Corporation (コナミ株式会社; Konami Kabusiki-gaisa; Hepburn: Konami Kabushiki-gaisha) japán videójáték-fejlesztő cég, emellett számos játék, kártya, anime, nyerőautomata és tokuszacu kiadója.
A cég olyan videójáték sorozatairól ismert, mint a Castlevania, a Contra, a Dance Dance Revolution, a Gradius, a Frogger, a Suikoden, a Metal Gear, a Pro Evolution Soccer, a Silent Hill és a Yu-Gi-Oh!. A Konami árbevétele alapján a világ ötödik legnagyobb, videójátékokkal foglalkozó cége. A céget 1969-ben alapította Kózuki Kagemasza, a cég akkor még zenegép kölcsönzéssel és javítással foglalkozott Oszakában. A cégnév Kagemasa Kózuki, Nakama Josinobu és Mijaszako Tacuo nevéből ered. 

## Története
1969. március 21-én Kózuki Kagemasza, a jelenlegi elnök és ügyvezető, egy zenegép kölcsönző és javító céget alapított Oszakában. 1973. március 19-től már Konami Industry Co., Ltd. néven szórakoztató játékgépek gyártásába fogott. Az első igazi játékgépe 1978-ban készült el, következő évtől kezdték az Egyesült Államok felé való exportálást. A cég nagy sikereket ért el olyan játékgépeivel, mint a Frogger, a Scramble és a Super Cobra.
1980 májusában a székhelyet áthelyezték Tojonakába (Oszaka). 1981 márciusában készült el a Konami logó, melyet 1986-ban és 1998-ban módosítottak. 2003-ban az alapítás 30. évfordulójára a vállalat új logóval és új mottóval jelentkezett: びっくり: Bikkuri, magyarul: Légy kreatív.
1982 októberében a Konami PC-játékok gyártásába és értékesítésébe kezdett. 1982. novemberben Torrance-ben (Kalifornia) létrejött a Konami of America, Inc. (jelenleg Konami Digital Entertainment, Inc.). 1984-ben áthelyezték Wood Dale-be (Illinois), majd 1999-ben Redwood Citybe (Kalifornia), ekkor Illinoist meghagyták a Konami játékgép-gyártásának helyszínéül. 2003-ban a Konami of America nagy veszteségek miatt leállt a játéktermi gépek gyártásával és az üzemet be is zárták Illinois-ban. 2007-ben a Konami Corporation of America amerikai székhelyét áthelyezte Redwood Cityből a Konami Digital Entertainment irodájába El Segundó-ba. 1983 novemberében a Konami MSX játékok gyártásába és értékesítésébe fogott.
1984. májusban az Egyesült Királyságban létrehozták a Konami Ltd.-t (jelenleg Konami Digital Entertainment B.V.), 1984 decemberében Németországban a Konami GmbH-t (jelenleg Konami Digital Entertainment GmbH).
1985 áprilisában a cég FamiCom játékokat kezdett gyártani. Ebből az új üzletágból származott számos későbbi játék is. A Konami egyre nagyobb sikereket ért el a FamiCom játékok megjelenésével, melyek az Egyesült Államokban Nintendo Entertainment System (NES) néven terjedtek el. A legsikeresebb NES/FamiCom játékok legtöbbjét a Konami gyártotta, köztük a Gradiust, a Castlevania-sorozatot, a Contra-sorozatot és a Metal Geart. A NES virágkorában a Nintendo of America tartotta kezében minden NES szoftver gyártását és egyéb társaságoknak maximum évi öt címet engedélyeztek. Több más cég megtalálta a kiskaput, hogy ezt a megszorítást megkerüljék oly módon, hogy látszólag független leányvállalatokat hoztak létre, megduplázva így az évente kiadható játékaik számát. A Konami esetében ilyen leányvállalat volt az Ultra Games, melynek neve alatt sok Konami játék került a boltokba Észak-Amerikában: a Metal Gear, Gyruss, Skate of Die!, az első két Teenage Mutant Ninja Turtles-játék és a Snake's Revenge. Európában a Nintendo európai ága tartotta ugyanezt a megszorítást, ott a Palcom Software Ltd-t hozta létre a Konami. Az 1990-es évekre a Nintendo of America lazította ezeket a kötelékeket, így 1992-ben a szükségtelenné vált Ultra Games-t beolvasztották a Konami amerikai ágába.
1987 decemberében megalapították a Konami Kosan Co., Ltd-t (jelenleg Konami Real Estate Inc.). 1991. májusban Kóbéban megnyitották a Konami Technology Development Center-t. 1991. júniusban a Konami Industries Co., Ltd.-t átnevezték Konami Co., Ltd-re. 1991 novemberében a társaság belépett a TurboGrafx-16 (vagy PC Engine) üzletágba. 1992. júniusban létrejött a Konami tokiói székhelye.
1992 decemberében a Konami a Sega Mega Drive/Genesis játékpiacra is belépett. 1992-ben a Konami egyes tagjai kiléptek és létrehozták a Treasure-t, ami a Konamihez hasonlóan ismert vállalat lett a videójátékok terén. 1993-ban a Konami átköltözött Kóbéból Tokióba. 1994 szeptemberében Hongkongban is Konami-céget alapítottak (Konami Hong Kong Limited), decemberben pedig a Konami a PlayStation-játékok piacára is betört. 1995. áprilisban Oszakában (Konami Computer Entertainment Osaka Co., Ltd.) és Tokióban (Konami Computer Entertainment Tokyo Co., Ltd.) is céget alapítottak. 1995. májusban a Konami Sega Staturn játékokkal kezdett foglalkozni. 1995 decemberében megalapították a Konami Music Entertainment Co., Ltd.-t, 1996. áprilisban a Konami Computer Entertainment Japan Co., Ltd.-t és Konami Service Co., Ltd.-t, októberben a Konami Finance Co., Ltd.-t. 1996. novemberben az Egyesült Államokban (Konami Corporation of America) és Ausztráliában (Konami Australia Pty Ltd.) is leányvállalat alakult.
1997. januárban az Egyesült Államokban létrejött a Konami Gaming, Inc. 1997. márciusban Amusement Content Business épült Kóbéban. Létrehozták a Konami Computer Entertainment School Co., Ltd-t. 1997. októberben a Konami az ausztrál játékgépek piacára lépett, novemberben Hollandiában megalakult a Konami Europe B.V.
1998-ban a cég elkészítette a Dance Dance Revolution nevű táncszimulátor játékot, mely forradalmi változást hozott a zenei játékok iparágába. 1999. decemberben a cég székhelye hivatalosan is a tokiói címre változott. 2000. júniusban létrejött a Konami Software Shanghai. 2000 júliusában a Konami Co., Ltd-t átnevezték Konami Corporation-re. Augusztusban a Konami Computer Entertainment Sapporo, Inc. összeolvadt a Konami Computer Entertainment Yokohama, Inc.-vel és az új cég Konami Computer Entertainment Studios, Inc. néven működött tovább. 2000. szeptember 21-én a Konami és a Universal Studios bejelentette, hogy megállapodás jött létre köztük arra, hogy a Konami adjon ki egy Crash Bandicot-játékot a következő generációs játékgépekre a Universal Interactive-val (Vivendi Games) együttműködésben. 2000 októberében hozták létre a Konami Marketing Inc.-t.
2001. februárban a People Co., Ltd. a Konami leányvállalata lett és a cég piacra lépett az egészség és fitness üzletágban is. 2001. május 14-én a társaság egyezséget között a Universal Interactive-val, hogy gyártani és forgalmazni fognak néhány új címet a Crash Bandicot mellett. Augusztusban betársult a Hudson Soft Co., Ltd-be. Októberben a toy candy üzletbe is belevágott, majd 2002. februárban Xbox játékokra is ráállt. A Konami Sports Corporation megszerezte a Daiei Olympic Sports Club, Inc. részvényeit, a cég a Konami alvállalata lett. 2002. augusztusban a székhely Minatóból Csijodába került.
2003-ban a Konami társult a Toho Company Ltd japán filmgyártó céggel, hogy létrehozzák saját tokuszacu televíziós sorozatukat, a Chouseishin Series-t. 2005-ben irodát és játékgyártó üzemet nyitottak Nevadában a Konami Gaming kaszinójáték-gyártó leányvállalat számára. Októberben létrejött a Konami Logistics and Service, Inc. 2005-re a Konami lett Japán hatodik legnagyobb játékfejlesztője a Nintendo, a Square Enix, a Capcom, a Sega Sammy és a Namco Bandai után. 2006. februárban létrejött a Internet Revolution, Inc., mint a Internet Initiative Japan Inc. vegyesvállalata. 2006. márciusban a Konami részesedést szerzett a Resort Solution Co., Ltd-ben. Létrehozták a Konami Digital Entertainment Co., Ltd.-t, hogy átvegye a Konami digitális szórakoztató iparágát és így a Konami innentől már csak az anyavállalat szerepét töltötte be. 2006. májusban leányvállalatává tette a Combi Wellness Corporation-t, augusztusban pedig a pacsinko játékgépek piacára lépett.
2007 áprilisában a székhelyet Minatóba költöztették, a Konami csoport tokiói irodái pedig Tokióba költöztek. 2008. márciusban a Sportsplex Japan Co., Ltd. is a Konami leányvállalata lett.

## Vállalati felépítés

### Japán
- Konami Corporation
  - Konami Digital Entertainment Co., Ltd.
  - Konami Sports & Life Co., Ltd.
  - Konami Real Estate, Inc.
  - KPE, Inc.
  - Konami Manufacturing and Service, Inc.
  - Konami Facility Service, Inc.
  - KME Co., Ltd.
  - Takasago Electric Industry Co., Ltd.
  - Hudson Soft Company, Limited
  - DIGITAL GOLF Inc.
  - Internet Revolution, Inc.
  - Biz Share Corporation
  - Combi Wellness Corporation
  - THE CLUB AT YEBISU GARDEN CO., LTD.

### Ausztrália
- Konami Australia Pty Ltd

### Amerika
- Konami Corporation of America
  - Konami Digital Entertainment, Inc.
  - Konami Gaming, Inc.

### Európa
- Konami Digital Entertainment B.V.
  - Konami Digital Entertainment GmbH

### Ázsia
- Konami Digital Entertainment Limited (科樂美數碼娛樂有限公司)
- Konami Software Shanghai, Inc. (科乐美软件（上海）有限公司)
- Konami Digital Entertainment Co. (주식회사 코나미 디지털 엔터테인먼트)

## Fordítás
Ez a szócikk részben vagy egészben  a   Konami című angol Wikipédia-szócikk ezen változatának fordításán alapul.  Az eredeti cikk szerkesztőit annak laptörténete sorolja fel. Ez a jelzés csupán a megfogalmazás eredetét és a szerzői jogokat jelzi, nem szolgál a cikkben szereplő információk forrásmegjelöléseként.